# Peter Gregg
Peter Holden Gregg (New York, New York, 4 mei 1940 - Ponte Vedra Beach, Florida, 15 december 1980) was een Amerikaans autocoureur. Hij is zesvoudig kampioen in de IMSA GT en tweevoudig kampioen in de Trans-Am Series. Hij won vier keer de 24 uur van Daytona en een keer de 12 uur van Sebring.

## Carrière
Gregg begon zijn autosportcarrière in 1958 in een heuvelklimrace in Laconia. Vervolgens nam hij deel aan gymkana- en ijsraces. In 1963 won hij een door de SCCA georganiseerde race in Osceola County in een Corvette. In 1964 begon hij het seizoen in een Porsche 904, voordat hij professioneel coureur werd met een Porsche 906. In 1965 nam hij ook de lokale autodealer Brumos Porsche over na het overlijden van de vorige eigenaar. In 1966 nam hij voor het eerst deel aan de 24 uur van Le Mans. Hij zou deze race zes keer rijden en eindigde in 1977 en 1978 op het podium. In 1977 behaalde hij, samen met Claude Ballot-Léna, ook de overwinning in zijn klasse.
In 1967 werd Gregg kampioen van de zuidoostelijke divisie van de SCCA en behaalde hij klasse-overwinningen op de Daytona International Speedway en de Sebring International Raceway. In 1968 nam hij deel aan de Under-2-Litre-klasse van de Trans-Am Series. In 1969 won hij zes races in de Trans-Am en won hij ook het nationale sedankampioenschap van de SCCA. In 1971 reed hij in de Trans-Am samen met George Follmer in een Ford Mustang. In 1973 en 1974 werd hij kampioen in de klasse voor zijn eigen team Brumos Porsche. In de tussentijd nam hij ook al deel aan de IMSA GT en werd hij in 1971 en 1973 kampioen in de GTO-klasse. In 1973 won hij de 24 uur van Daytona in en Porsche Carrera RSR, een zege die hij deelde met Hurley Haywood. Ook won hij dat jaar de 12 uur van Sebring met Haywood en Dave Helmick. Na dit seizoen maakte hij bekend te stoppen als coureur en ging hij aan de slag als bestuurder van de Jacksonville National Bank, als lokale tennisspeler en als speedboatcoureur bij de jachtclub van zijn woonplaats Ponte Vedra Beach.
Gregg kwam al snel terug op zijn beslissing om als coureur te stoppen. In 1974 keerde hij terug en behaalde hij zijn derde kampioenschap in de IMSA GTO. In 1975, 1978 en 1979 won hij nog drie titels in deze klasse. Ook won hij in 1975, 1976 en 1978 nog driemaal de 24 uur van Daytona. In 1975 deelde hij de zege met Haywood, in 1976 met Brian Redman en John Fitzpatrick en in 1978 met Rolf Stommelen en Toine Hezemans. Destijds werd hij hiermee, samen met Pedro Rodríguez de la Vega, de coureur met de meeste zeges in de race.
Gregg zou in 1980 deelnemen aan de 24 uur van Le Mans, maar raakte op 10 juni op weg naar een trainingssessie gewond bij een auto-ongeluk. Hij zat samen met artiest en goede vriend Frank Stella in een auto en wilde een ossenkar inhalen. Op datzelfde moment sloeg een auto voor hem af. In een poging om een botsing te voorkomen belandde zijn auto in een greppel. Desondanks wilde hij deelnemen aan de race, maar de dokters stonden dit niet toe en zijn plaats werd ingenomen door Derek Bell. Een maand later nam hij deel aan een race op Daytona. Zijn co-coureur Haywood zou het grootste deel van de race rijden, maar hij werd tijdens de race ziek en Gregg reed uiteindelijk de hele race-afstand. Op dat moment lag de auto aan de leiding, maar met Gregg achter het stuur viel deze terug naar de derde plaats. Na afloop bleek dat Gregg na zijn auto-ongeluk last kreeg van diplopie, waardoor hij niet meer aan IMSA-competities deel mocht nemen. In november 1980 schreef Gregg zich in voor een race op Daytona. Hij kwalificeerde zich als elfde, maar startte de race niet en zei dat de auto niet goed stuurde.
Op 6 december 1980 trouwde Gregg met zijn vriendin. Negen dagen later, op 15 december, pleegde hij op 40-jarige leeftijd zelfmoord door zichzelf door het hoofd te schieten. In zijn koffer liet hij een afscheidsbrief na, waarin onder meer te lezen was: "Ik vind het leven gewoon niet leuk meer. Ik moet het recht hebben om het te beëindigen." Volgens de politie had hij recentelijk psychiatrische hulp gekregen.
Na zijn dood werd Gregg in 1992 in de International Motorsports Hall of Fame opgenomen en in 2000 in de Motorsports Hall of Fame of America opgenomen.